# 何龍圖
何龍圖（生年不詳—卒年不詳），陝西承宣佈政使司榆林衛人。明朝解元、政治人物。

## 生平
明神宗萬曆二十五年（1597年），中式丁酉科陝西鄉試第一名舉人（解元）。